# 鄭翔玲
鄭翔玲（1964年2月—），女，陕西绥德人。中華人民共和國企業家、退伍軍人、政治人物。是正大集團謝氏家族成員、中國生物製藥創辦人、港區陝西省級政協委員聯誼會主席、「香港中華聯誼會」創會會長，以及保安局青少年制服團隊領袖論壇主席。